# Tsentrosoyuz

Tsentrosoyuz ou Centrosoyuz (em russo:  Центросоюз) é um edifício do governo russo. Está localizado na rua Myasnitskaya 39 (35-41), em Moscou e foi projetado e construído em 1933 por Le Corbusier e Nicolai D. Kolli.
É um dos diversos prédios representativos da arquitetura ligada aos movimentos da vanguarda russa. Tsentrosoyuz foi um dos primeiros trabalhos de Le Corbusier.
O prédio abriga hoje em dia o Serviço Estatal de Estatística da Rússia.